# Val-et-Châtillon
Val-et-Châtillon – miejscowość i gmina we Francji, w regionie Grand Est, w departamencie Meurthe i Mozela.
Według danych na rok 1990 gminę zamieszkiwało 675 osób, a gęstość zaludnienia wynosiła 36 osób/km² (wśród 2335 gmin Lotaryngii Val-et-Châtillon plasuje się na 496. miejscu pod względem liczby ludności, natomiast pod względem powierzchni na miejscu 208.).